# Hopewell (Virginia)
Hopewell (oficialmente como City of Hopewell), fundada en 1914, es una de las 39 ciudades independientes del estado estadounidense de Virginia. En el año 2020, la ciudad tenía una población de 23,033 habitantes y una densidad poblacional de 820 personas por km². La Oficina de Análisis Económico combina a la Ciudad de Hopewell con el condado de Prince George para propósitos censales.

## Geografía
Según la Oficina del Censo, la ciudad tiene un área total de 28 km² (10,8 mi²), de la cual 26,5 km² (10,2 mi²) es tierra y 1,5 km² (0,6 mi²) (5.36%) es agua.

## Demografía
Según la Oficina del Censo en 2008, había 25,601 personas, 9,055 hogares y 6,075 familias residiendo en la localidad. La densidad de población era de 842.9 hab./km². Había 9,749 viviendas con una densidad media de 367.6 viviendas/km². El 56.12% de los habitantes eran blancos, el 33.48% afroamericanos, el 0.35% amerindios, el 0.81% asiáticos, el 0.07% isleños del Pacífico, el 1.23% de otras razas y el 1.77% pertenecía a dos o más razas. El 3.67% de la población eran hispanos o latinos de cualquier raza.
Los ingresos medios por hogar en la localidad eran de $33,196, y los ingresos medios por familia eran $38,043. Los hombres tenían unos ingresos medios de $30,835 frente a los $23,398 para las mujeres. La renta per cápita para el condado era de $16,338. Alrededor del 14.9% de la población estaban por debajo del umbral de pobreza.